# Zombies!!!
Zombies!!! es un juego de mesa diseñado por Todd Breitenstein en 2001, y publicado por Twilight Creations, Inc. (en España por Edge Entertainment). Posee diversas expansiones, publicadas como si fueran películas en una saga (Zombies!!! 2, Zombies!!! 3, etc.).
En él, los jugadores adoptan el papel de supervivientes en una invasión de zombis. La mecánica del juego consiste en avanzar por un tablero que representa una ciudad asolada, resolviendo el combate con los zombis con tiradas de dados y cartas. El ganador es aquel que llegue primero con su "Tío con Escopeta" (su ficha) al "helipuerto" (una casilla determinada), o elimine un cierto número de zombis.
Zombies!!! ganó en 2001 el premio Origins a la mejor presentación gráfica de un juego de tablero. Una de sus expansiones, Zombies!!! 3: Mall Walkers (publicada en español como Zombies!!! 3: Compradores Compulsivos) ganó a su vez el premio Origins de 2003 a la mejor expansión de un juego de tablero.

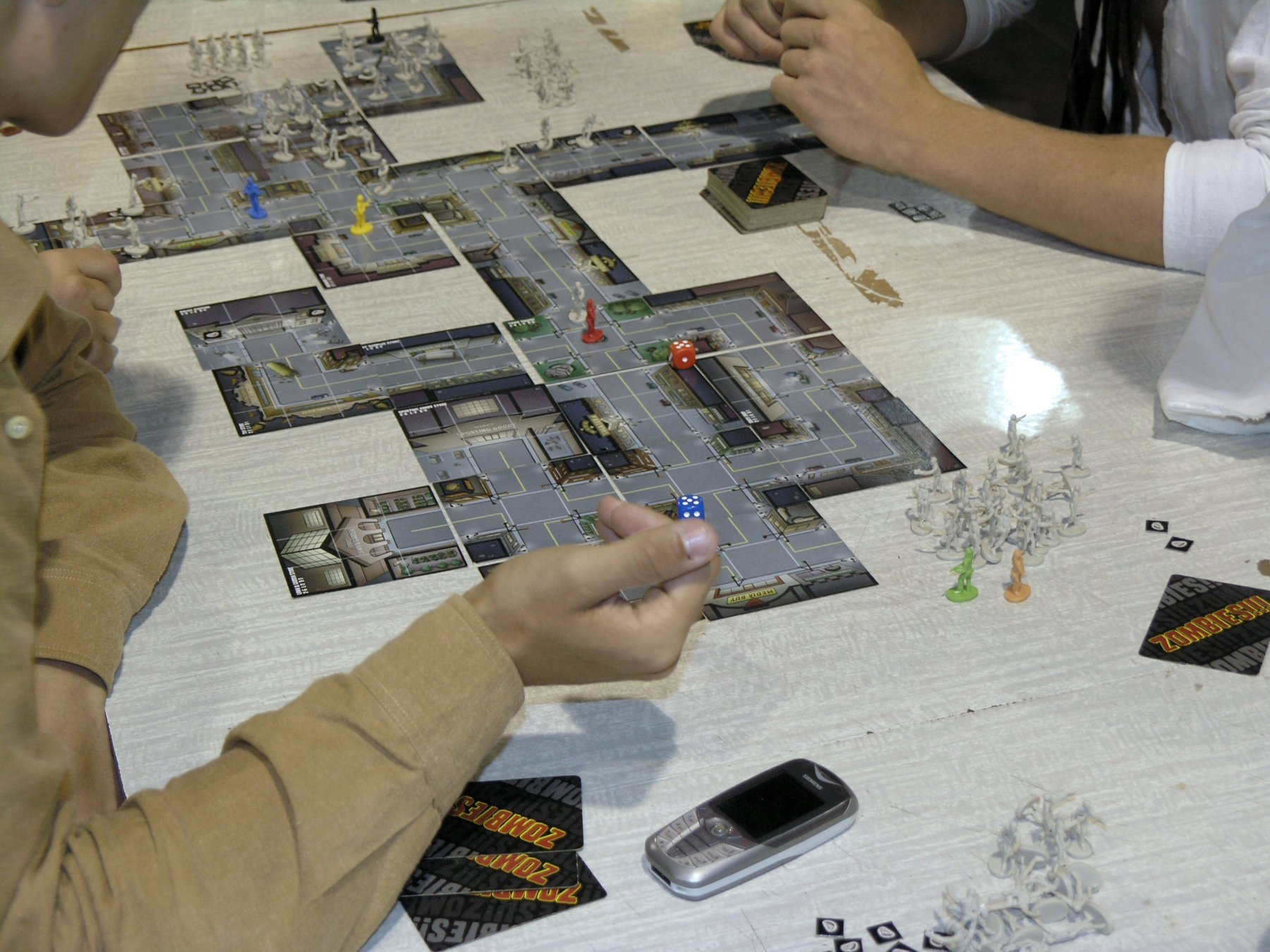
Partida en curso